# Андріанов Микола Юхимович
Андріанов Микола Юхимович (рос. Андрианов Николай Ефимович; 14 жовтня 1952 — 21 березня 2011) — радянський гімнаст, семиразовий олімпійський чемпіон, чотириразовий чемпіон світу.
Андріанов дебютував на міжнародних змаганнях у 1971 на чемпіонаті Європи, де здобув шість медалей, зокрема бронзову медаль абсолютного заліку.
Загалом, виступаючи на трьох Олімпіадах Андріанов здобув більше олімпійських нагород, ніж будь-який інший радянський спортсмен-чоловік у будь-якому виді спорту: 15 — 7 золотих (6 особистих і одну командну), п'ять срібних і три бронзові. До 2008 року на його рахунку було більше олімпійських нагород, ніж у будь-якого іншого спортсмена-чоловіка у світі. На Московській олімпіаді він складав олімпійську присягу від імені всіх спортсменів.
У 1975 та 1977 році Андріанов вигравав також Кубок світу. У 2001 році він був індуктований до Міжнародної зали слави гімнастики.
Був одружений із дворазовою олімпійською чемпіонкою, гімнасткою Любов'ю Бурдою. З 2002 року він працював директором спеціалізованої дитячо-юнацької спортивної школи у Владимирі.
У 2010 стало відомо, що Андріанов страждає на неврологічну хворобу багатосистемну атрофію, внаслідок чого він втратив можливість рухати ногами й руками, а також розмовляти. Він помер 21 березня 2011 року у віці 58 років.